# Белов, Николай Григорьевич
Николай Григорьевич Бело́в (23 ноября 1919, Фёдоровское, Наро-Фоминский городской округ — 14 октября 1987, Москва) — советский борец греко-римского стиля, бронзовый призёр Олимпийских игр 1952 года. Чемпион первого для советских спортсменов чемпионата Европы 1947 года в Праге. Заслуженный мастер спорта СССР (1947).

## Биография
Борьбой начал заниматься в 1936 году, выступал за московские спортивные клубы. 
В 1948-1951 годах становился чемпионом СССР в греко-римской борьбе, в вольном стиле завоёвывал призовые места. 
В 1947 году стал чемпионом Европы, а в 1952 году - третьим на Олимпиаде в греко-римской борьбе. 
Скончался 14 октября 1987 года, похоронен рядом с женой на Митинском кладбище в Москве.

## Достижения

### Классическая борьба
- Чемпионат СССР по классической борьбе 1945 года — ;
- Чемпионат СССР по классической борьбе 1946 года — ;
- Чемпионат СССР по классической борьбе 1948 года — ;
- Чемпионат СССР по классической борьбе 1949 года — ;
- Чемпионат СССР по классической борьбе 1950 года — ;
- Чемпионат СССР по классической борьбе 1951 года — ;
- Чемпионат СССР по классической борьбе 1953 года — ;

### Вольная борьба
- Чемпионат СССР по вольной борьбе 1947 года — ;
- Чемпионат СССР по вольной борьбе 1948 года — ;

### Известные воспитанники
- Артюхин, Евгений Тимофеевич (1949-2008) — чемпион и призёр чемпионатов СССР и мира, призёр чемпионата Европы, Заслуженный мастер спорта (1983), Заслуженный тренер России.

## Награды и звания
- Заслуженный мастер спорта СССР (1947)
- Орден «Знак Почёта» (27.04.1957) — «за успехи, достигнутые в деле развития массового физкультурного движения в стране, повышения мастерства советских спортсменов, и успешное выступление на международных соревнованиях»